# Garden Island (West-Australië)
Garden Island is een eiland in West-Australië nabij haar hoofdstad Perth. Op het eiland ligt de grootste marinebasis van Australië, HMAS Stirling. Garden Island wordt door middel van een 4,2 kilometer lange dijkweg met kaap Peron op het vasteland verbonden. In 2016 telde het eiland 720 inwoners waarvan meer dan 80% man was. Het betrof voornamelijk militairen.

## Geschiedenis
Garden Island werd door de oorspronkelijke bewoners van het zuidwesten van West-Australië, de Nyungah Aborigines, Meeandip genoemd.
Het eiland verscheen voor het eerst op een Nederlandse kaart in 1658 maar zonder naam. De eerste Europeaan die het eiland een naam gaf was Nicolas Baudin tijdens een expeditie in 1801. Baudin noemde het eiland Ile de Buache.
Kapitein James Stirling verkende de omgeving van de rivier Swan in 1827 en veranderde de naam Ile de Bauche in Garden Island. Hij vernoemde de baai ten oosten van het eiland naar Sir George Cockburn, de Cockburn Sound en beschreef haar als een geschikte natuurlijke haven. Voor hij vertrok liet hij vee en een planten achter op Garden Island. Op 27 april 1829 arriveerde kapitein Charles Fremantle op het eiland om het officieel in het bezit van het Britse Rijk te nemen en er Stirlings komst voor te bereiden. Stirling arriveerde op 31 mei met meer dan 400 kolonisten en vestigde zich nabij Cliff Point op Garden Island. De nederzetting werd Sulphur Town genoemd naar een van de transportschepen. Na twee maanden verhuisden de kolonisten naar het vasteland en stichtten de kolonie aan de rivier de Swan. Sulphur Town brandde in 1834 af.
Sulpher Bay en Careening Bay bleven belangrijk voor het laden en lossen van schepen tot C.Y. O'Connor de haven van Fremantle ontwierp op het einde van de 19e eeuw. In 1907 werden door Peet & Co aan Careening Bay 83 kavels opgemeten. In 1911 werd Garden Island door het Australisch gemenebest in bezit genomen en als locatie voor een marinebasis geselecteerd. Na de Eerste Wereldoorlog werden de 83 kavels een vakantiepark met houten chalets.
Tijdens de Tweede Wereldoorlog, nadat Japan Singapore, Hong Kong, de Filipijnen en Nederlands-Indië had ingepalmd, werden op Garden Island twee 155 mm kanonnen als luchtafweergeschut geïnstalleerd. Er werden ook leger-, marine- en speciale Z-troepen geïnstalleerd en getraind. Na de Tweede Wereldoorlog kwam het toerisme op het eiland terug op gang. Van 1945 tot 1957 was Garden Island de thuisbasis van de Fremantle-afdeling van de reservevloot van de Koninklijke Australische marine. In 1963 werden de kanonnen verwijderd.
In 1969 verklaarde de overheid een marinebasis te zullen ontwikkelen op Garden Island en werd begonnen met de bouw van een 4,2 kilometer lange dijkweg (En:causeway) die het eiland met kaap Peron zou verbinden. De dijkweg werd voltooid in 1873. De marinebasis HMAS Stirling, ook wel de Fleet Base West genoemd - Fleet Base East ligt nabij Sydney op een eiland dat eveneens Garden Island heet - werd officieel in dienst genomen op 28 juli 1879. In 1987 werd beslist de basis uit te breiden. Tot de helft van de duikbootvloot wordt er gestationeerd alsook een zeventigtal eenheden waaronder het Submarine Training and Systems Centre (STSC), een Clearance Diving Team en het Defence Communications Station (DEFCOMMSTA) Perth.

## Beschrijving
Garden Island is een eiland 5 kilometer voor de kust onder Perth. Het wordt gescheiden van het vasteland door de Cockburn Sound. Het eiland is ongeveer 10 kilometer lang en tot 1,5 kilometer breed. De totale oppervlakte bedraagt ongeveer 13 km². Het hoogste punt ligt ongeveer 55 meter boven de zeespiegel.
Het eiland bestaat uit Tamala-kalksteen en maakt deel uit van de Garden Island-zeerug waar ook kaap Peron, Carnac Island en Rottnesteiland deel van uitmaken. De bodem bestaat voornamelijk uit kalkrijk zand.

## Fauna en flora
Garden Island werd zo'n 6000-7000 jaar geleden van het vasteland gescheiden door de stijging van de zeespiegel. Daardoor is de fauna en flora er vrij uniek. De fauna en flora is er vrij fragiel. Het leger heeft 50.000 planten en struiken aangeplant om de bodem te verstevigen en de habitat van de inheemse dieren te verbeteren.

### Flora
Op het noorden van het eiland groeien volgende planten als lage bomen: Callitris preissii, Melaleuca lanceolata, Acacia rostellifera en Melaleuca hueglii. In het zuiden van het eiland groeien volgende planten als struikgewas: Acacia rostellifera, Melaleuca hueglii, Lepidosperma galdiatum, Pittosporum phillyreoides, Beyeria viscosa en Diplolaena dampieri.

### Fauna
Er leven 14 reptielensoorten op Garden Island waaronder twee soorten gekko's, een slanghagedis, negen skinken (bvb. Lerista lineata), de ruitpython en de Australische tijgerslang. Er leeft ook een kikkersoort, de Litoria moorei.
Er werden 115 vogelsoorten waargenomen op het eiland. Slechts 46 hiervan zijn residenten of regelmatige bezoekers waaronder de grijze waaierstaart, gouden fluiter, welkomzwaluw en de tuinwaaierstaart. De bonte vechtkwartel, elfenstern, dwergpinguïn, visarend, brilstern en de regenboogbijeneter broeden er zonder last te hebben van roofdieren.
De tammarwallaby op het eiland is morfologisch verschillend van de populaties elders in Australië.

## Toerisme
Het eiland is enkel bereikbaar per private boot. Twee/derde van het eiland mag betreden worden maar dit enkel overdag. Alle inheemse planten en dieren zijn er beschermd. Men mag geen huisdieren of planten meebrengen.
De oorspronkelijke waterput van Sulphur Town is nog zichtbaar. Er is een herdenkingsmonument en een uitkijk geplaatst.